# Відьма (твір Коцюбинського)
«Відьма» — оповідання Михайла Коцюбинського написане 1898 року. Надруковано у 1914 році після смерті автора.
Як було зазначено у журналі «Літературно-науковий вістник»: «Оповідання „Відьма“, яке друкуємо в річницю тяжкої втрати — смерті М. Коцюбинського, передала шановна дружина небіжчика. Належить воно до циклу бессарабських оповідань автора і написане перед кількома роками».

## Історія створення
У 1892 році Михайло Коцюбинський отримує посаду розпорядника в Одеській філоксерній комісії. Комісія проводила обстеження південних земель Російської імперії, у т.ч. Бессарабії. Результатом трирічного перебування Коцюбинського на молдовській землі став ряд творів, відомих, як «бессарабський цикл».

## Сюжет
Йон Броска житель молдаванського села. У нього є дружина Маріцца і дочка від першого шлюбу-Параскіцца.
Початок твору: до хати заходить тітка Прохіра - сусідка Йони і розказує історію про те, як гналася за собакою, яка, на її думку, була перевтіленою відьмою. Коли вона добігла до виноградників Йони то побачила Параскіццу «розтріпану і розхристану», що дало їй підставу звинуватити Проскіццу у відьмацтві.
Йон не розуміє. Маріцца підтверджує розповіді Прохіри і вважає Проскіццу дивною, вона не держиться дому і часто навіть в ночі буває у своєму винограднику. Йон не вірить і захищає дочку. Але все ж на наступний день не дозволяє Проскіцці виходити з дому. Він їде на ярмарок.
Про Проскіццу вже заговорили на селі, хтось розказував, що її бачив, як відьму.
Проскіцца нудячись в хаті жаліє себе через негарний вид. Вона вважає себе некрасивою. Мачуха не жалує її, хлопець якого вона любить навіть не гляне на неї, бо вона не красива. Так вона поплакала, але все ж заспокоїлась. Вона вийшла на двір і біля неї проходила знайома сусідка, але та не привіталась(хоча завжди так робила). Дівчина щось запідозрила. На ярмарку Йон багато наслухався вигадок за відьмацтво Проскіцци, і сам помалу починав вірити. Йому порадили подивитись чи має на шиї Параскіцца хрестика, бо відьма не може його носити. Він так і зробив, але Маріцца все одно хрестила усе до чого б не торкалася Проскіцца. Так вона жила у нерозумінні і лиш виноградник рятував її від смутку. Однак одного разу коли Проскіцца була біля криниці діти на неї напали і обзивали відьмою. Тоді вона все зрозуміла, але це додало їй суму. Невдовзі до Йони зайшли сусіди Прохіра- з чоловіком. Вона порадила завести дочку до церкви, відьма на співі «Ми Херувими» починала скиглити як собака, і так можна було її виявити. Її чоловік був не згоден він казав що відьма має мати хвостик, а інакше нічого не може її виявити. Поголосок пройшовся по селу і до церкви зійшлось безліч народу. Всі чекали коли «відьма виявиться», але цього не сталось. Тоді лишився один спосіб: подивитись чи не має Проскіцца хвоста. Так і сталось - на наступну неділю багато людей посходилось до хати Йони, і Параскіццу поклали на ліжко і впускали по кілька жінок на «оглядини», нарешті автор ідеї, за згоди жінок прийшов і побачив що хвоста не має. Проскіцца хоч і засоромлена та раділа що її вже ніхто не звинуватить у відьмацтві.

## Сприйняття
За словами Світлани Жили, професорки Національного університету «Чернігівський колегіум» імені Т. Г. Шевченка та  доктора педагогічних наук, «новели про Молдавію («Для загального добра», «Пе-коптьор», «Відьма») засвідчили високу спроможність проникати в дух народів і часів».
У науковій публікації Львівського національного університету імені Івана Франка зазначено, що «М. Коцюбинський майстерно окреслює тонку ірраціональну сферу, що межує на зламі страхів людської душі».